# Sergei Bykov
Sergei Bykov (Novodvinsk, 26 de fevereiro de 1983) é um basquetebolista profissional russo.

## Carreira
Atuou no CSKA Moscou. Defendeu a Seleção Russa de Basquetebol Masculino nos Jogos Olímpicos de Verão de 2008.que terminou na nona colocação.

## Títulos
Seleção Russa
- EuroBasket: 2007

## Ligações Externas
- Perfil na Euroleague